# 陈士怡
陈士怡（1912年—1994年），男，浙江武义人，中国遗传学家、微生物学家、教育家，中国遗传学会理事。